# Séance

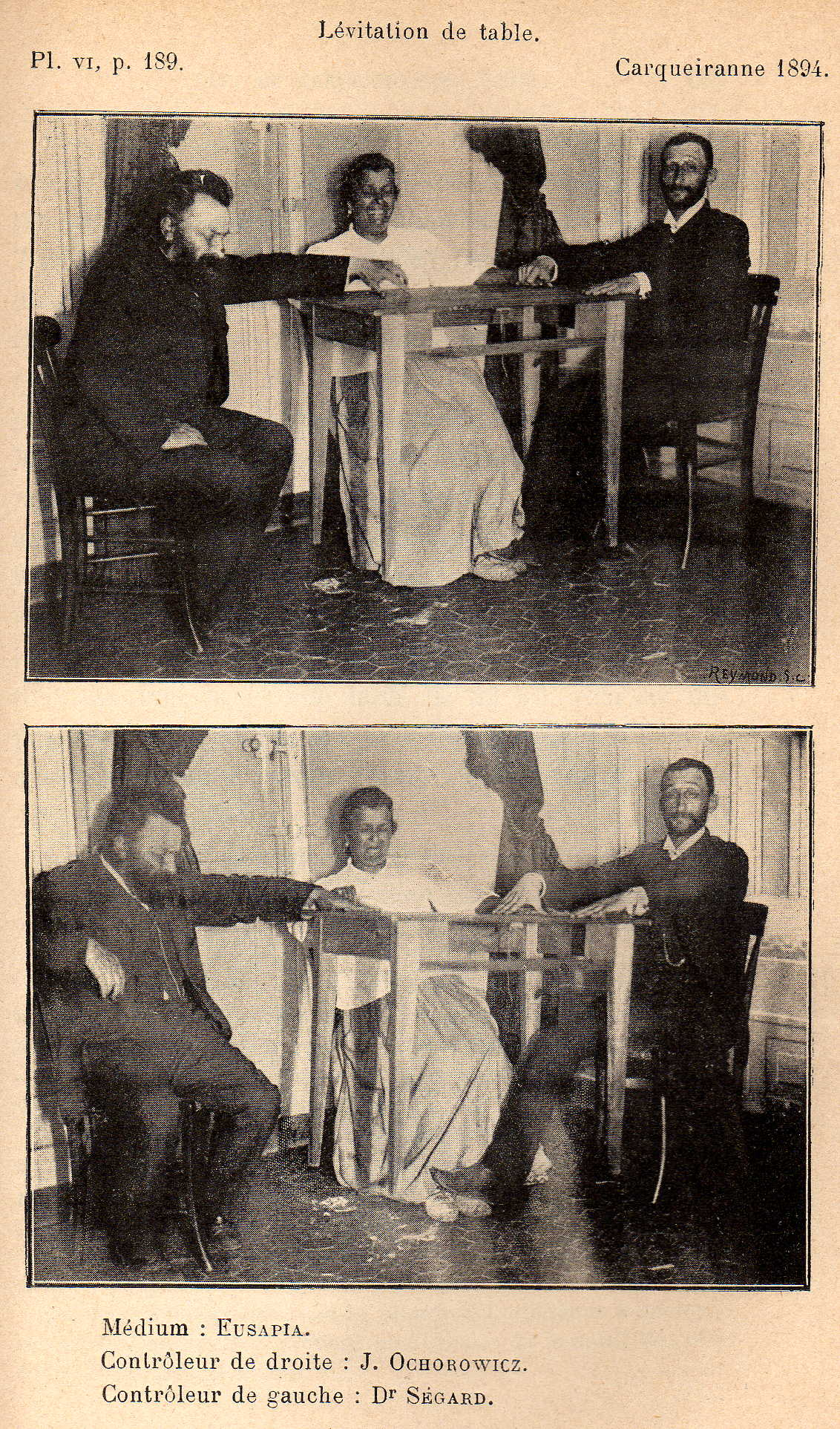
Zeitungsausschnitt von 1894, der die spiritistischen Fähigkeiten der Italienerin Eusapia Palladino unter Aufsicht von zwei Wissenschaftlern beweisen soll: Der Tisch scheint zu schweben

Als Séance (frz. „Sitzung“) wird im Allgemeinen eine spiritistische Sitzung einer Gruppe mehrerer Personen bezeichnet, wobei unter Anleitung oder Nutzung eines Mediums mit einer behaupteten Welt der Toten und des Übernatürlichen (z. B. Geister oder Dämonen) in Kontakt getreten werden soll, um „Nachrichten“ aus dem Jenseits zu empfangen oder mit Verstorbenen kommunizieren zu können.
Im ethnologischen Zusammenhang wird der Begriff auch für die „Seelenreisen“ der Schamanen traditioneller Gesellschaften verwendet.

## Spiritistische Séancen
Als sichtbare Zeichen des Kontakts mit dem Jenseits werden das sogenannte „automatische Schreiben“ oder die verbale Kommunikation des Mediums mit dem Jenseits interpretiert. Weitere physikalische Manifestationen sollen Materialisierung von Gegenständen, das Herausquellen von sogenanntem Ektoplasma aus Körperöffnungen des Mediums, Telekinese, Apportphänomene und Levitation, d. h. schwebende Gegenstände wie Tische, Klaviere und Bücher, sein.
Das „Medium“ wird in aller Regel anonym gehalten, es wird behauptet, dieser Mensch habe seine besondere Eignung erwiesen, in Trance zu fallen und dann ins Jenseits hören zu können. Oftmals werden die Teilnehmer einer Séance eingeschworen, keinem Außenstehenden Mitteilung über das Geschehen zu machen.
Eine Séance findet oft bei Kerzenlicht oder in fast völliger Dunkelheit statt, was nur ein schemenhaftes Sehen gestattet. Der Raum zur Séance kann mit technischen Einrichtungen versehen sein, die es dem Medium oder seinen Begleitern erlaubt, plötzlich das Licht einzuschalten oder es ganz zu verdunkeln bzw. eine Kerze verlöschen zu lassen, oder auch Geräusche von einem Tonband oder Schallplatte abzuspielen, gesteuert über verborgen angebrachte Schalter. Oft existiert in einem Nebenraum versteckt noch jemand, der die Worte des Mediums in die passende Geräuschkulisse umsetzt und die Teilnehmer glauben lässt, ein Geist spreche aus dem Jenseits. Fäden bei der sogenannten Levitation sind ein weiterer beliebter Trick, um die „von Geistern“ bewegten schwebende Tische oder Gegenstände zu zeigen. Solch eine Séance erscheint damit als eine wirtschaftlich motivierte Illusions-Veranstaltung: die Teilnehmer zahlen dafür, mittels des „Mediums“ ihren Wunsch nach Kontakt ins Jenseits erfüllt zu bekommen.

### Geschichtlicher Hintergrund
Die Blütezeit der Séancen und spiritistischen Zirkel war in der Zeit zwischen 1850 und 1890. Allerdings gab es auch noch danach viele spiritistische Sitzungen, verewigt unter anderem in der amerikanischen Horrorfilm-Reihe Poltergeist.
Die Orte der Séancen wurden in der Öffentlichkeit mit Argwohn betrachtet. So wurden in der viktorianisch-puristisch geprägten Gesellschaft jener Tage die Orte der Séancen auch als geheimer Treffpunkt für sexuelle Ausschweifungen beargwöhnt. Nicht immer zu Unrecht, da die Séance-Medien durch die besondere öffentliche Aufmerksamkeit ihrer Tätigkeit es ohnehin gewohnt waren, gesellschaftliche Grenzen und Konventionen zu überschreiten. So wurde Sexualität einfach esoterisch verbrämt und ermöglichte, zumindest in diesen Zirkeln, so erst ein freies Reden (und ggf. Handeln) über das in dieser Zeit Unaussprechliche.

### Berühmte Medien

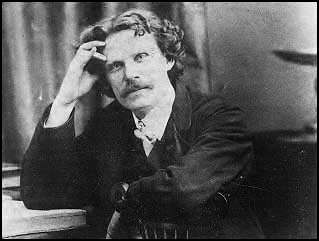
Daniel Dunglas Home, eines der bedeutendsten Psychokinese-Medien des Viktorianischen Zeitalters

Berühmte „Medien“ waren:
- William Henry (* 1841; † 1877) und Ira Erastas Davenport (* 1839; † 1911) (genannt „Die Gebrüder Davenport“) (USA)
- Jonathan Koons (USA)
- Florence Cook (England)
- Daniel Dunglas Home (England/USA)
- Mrs. Samuel Guppy (geb. als Agnes Nichols) (England)
- Eileen Garrett (England) (wurde u. a. bekannt durch ein „Interview“ mit dem zuvor ums Leben gekommenen Piloten H. C. Irwin des Luftschiffs R101)
- Kate Goligher (Irland)
- Francesco Carancini (1863–1940, wirkte als Medium in Rom, wo ihn Leon von Erhardt testete)
- Margery (USA)
- Stella Cranshaw (England)
- Stanislawa Tomcyk (Polen)
- Anna Rasmussen (Dänemark)
- Queenie Nixon (England), 1918–1989, (Transfigurationsmedium)
- Edgar Cayce (USA) (hat in Trance Diagnosen und die vorzunehmende Behandlung für bestimmte Personen medial empfangen und gesprochen)
- Neale Donald Walsch (* 10. September 1943 in Milwaukee)
- Robert Desnos (Frankreich; im Zuge des Surrealismus)

## Kamlanie, die Séance der sibirischen Schamanen

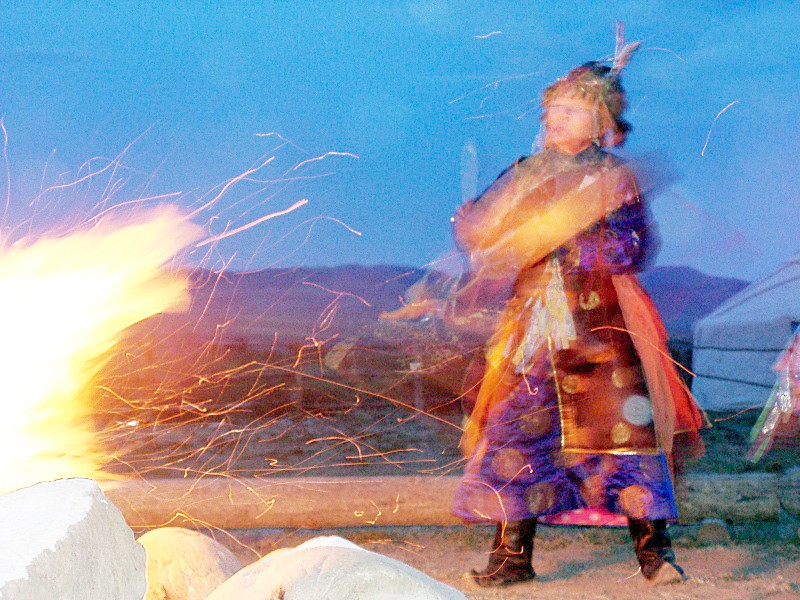
Tuwinische Schamanin aus Süd-Sibirien während einer Kamlanie-Zeremonie am Feuer (bei Kysyl, russische Teilrepublik Tuwa)

Die Geisterbeschwörung durch spirituelle Spezialisten hat eine Jahrtausende alte Tradition bei vielen Kulturen. Besonders gut untersucht im Rahmen der Schamanismus-Konzepte verschiedener Wissenschaftler ist die Seánce der tungusischen Schamanen aus Sibirien – Kamlanie. Sie hatten oder haben dabei den Eindruck einer „Seelenreise“ ins transzendente, von Geistern bevölkerte Jenseits.
Im Mittelpunkt einer Schamanensitzung befand sich stets ein Gegenstand, der bestimmte „Werte“ repräsentierte – etwa die „Seelen“, die „Kräfte“, die „Fruchtbarkeit“, das „Glück“ usw. –, die er in der Welt der Geister suchen sollte, um Auskunft über sie zu erhalten oder sie zu beeinflussen. Dabei sollte stets ein Gleichgewicht zwischen Menschen und Geistern erreicht werden, das auf irgendeine Weise als gestört galt. Alle Techniken und Rituale bezweckten daher,
1. die Welt der Geister zu erreichen,
2. die dort beabsichtigten Aufgaben zu erfüllen,
3. sicher zurückzukehren und der Gemeinschaft oder dem Klienten das möglichst positive Ergebnis mitzuteilen oder eine Heilung zu vollenden.

Der Ablauf einer Kamlanie gestaltete sich früher – und eingeschränkt zum Teil heute noch – wie folgt:
- Vor Einsetzen der eigentlichen Séance waren bestimmte Vorbereitungen notwendig. Der richtige Zeitpunkt war nach dem Einsetzen der Abenddämmerung. Der Schamane fastete den ganzen Tag und reinigte sich gründlich (z. B. Dampfbad) und war zudem sexuell enthaltsam. Auch die Räume für die Séance mussten gereinigt werden, etwa durch Ausräuchern. Häufig assistierten ihm Helfer (meist Lehrlinge). Sie bereiteten das Tieropfer vor, dessen Geruch den Geist anlocken sollte, so dass er bei dem sich anschließenden Mahle mit den Menschen magisch vereint war. Später fungierten sie als Übersetzer der Murmelsprüche des Schamanen. Dann nahm er eine rituelle Körperhaltung ein:
- Der Schamane geriet in extatische Trance: Bei den Jägerkulturen verwendete er dazu reine Konzentration und Willenskraft sowie bestimmte Atemtechniken, ansonsten wurden Tanz (Trancetanz), Trommeln, Gesang sowie Stimulanzien und mitunter auch halluzinogene Drogen (Fliegenpilz) eingesetzt. Die Wirkung der Drogen verstärkte sich durch das Fasten und trat nach ca. 50 Minuten ein, wonach der Schamane in einen etwa einstündigen Tiefschlaf verfiel, danach aufsprang und zu halluzinieren begann, gleichzeitig gegenüber Sinnesreizen und Schmerzen unempfindlich wurde. Es folgte zuweilen eine theatralische Demonstration der körperlichen Unempfindlichkeit (Laufen über glühende Kohlen, Durchstechen von Körperteilen usw.), dazu wurden gelegentlich magische Tricks zur Erhöhung der Glaubwürdigkeit gezeigt.
- Häufig nahm er während des Rituals mit Hilfe einer Verkleidung aus Fellen oder Masken eine Tiergestalt an. Er arbeitete oft mit Amuletten und rituellen Musikinstrumenten, meist mit Schlaginstrumenten (→ Schamanentrommel) oder Rasseln. Gewisse Rituale enthielten auch das richtige Einatmen und Ausstoßen von Rauch oder das Aussprechen bestimmter Beschwörungs- oder Segnungsformeln.
- Nach Abschluss dieser Handlungen verkündete der Schamane das Ergebnis sowie die Folgen, die daraus entstehen würden. Sofern möglich, übergab er den Menschen den erhaltenen „Wert“.
- Bei Schamanensitzungen, die der Wahrsagerei dienten, fungierten die als „Werte“ eingesetzten Gegenstände – Tierknochen, geschmolzenes Zinn, Träume, Spiegel, Äxte, Musikinstrumente, Pfeile usw. – ganz direkt als Mittler zwischen den Welten. Auch die Deutung des Vogelfluges und der Gestirne (Astrologie) wurde in diesem Zusammenhang eingesetzt. Überdies waren sogenannte Schamanenspiegel (toli) verbreitet.
- Bei jagdmagischen Sitzungen ging es um den Erfolg von Jagd oder Fischfang. Später mussten oft auch Idole hergestellt werden (schon für die Altsteinzeit nachweisbar).[2]

Neuropsychologisch gesehen handelt es sich bei solchen Seelenreisen um verschiedene Formen erweiterter Bewusstseinszustände, vor allem um Trance und/oder Ekstase. Dabei entsteht gleichzeitig eine sehr tiefe Entspannung wie im Tiefschlaf, höchste Konzentration wie bei wachem Bewusstsein und ein besonders eindrucksvolles bildhaftes Erleben wie im Traum. Der Schamane erlebt diesen außergewöhnlichen mentalen Zustand stets als reales Geschehen, das scheinbar außerhalb seines Geistes stattfindet. Manchmal sieht er sich selbst von außen (Außerkörperliche Erfahrung), ähnlich wie es bei Nahtoderfahrungen berichtet wird. Wie man heute weiß, hat der Mensch in diesem Zustand einen direkten Zugang zum Unbewussten: Die halluzinierten Geistwesen entstehen aus den instinktiven Urbildern der menschlichen Psyche; die Fähigkeit intuitiv – also ohne rationales Nachdenken – Zusammenhänge zu erfassen, ist voll entwickelt und äußert sich häufig in Visionen, die anschließend vor dem eigenen religiösen Hintergrund gedeutet werden.